# Oleg Yuryevich Baklov
Oleg Yuryevich Baklov (tiếng Nga: Олег Юрьевич Баклов; sinh ngày 20 tháng 10 năm 1994) là một cầu thủ bóng đá người Nga. Anh thi đấu cho FC Ural-2 Yekaterinburg.

## Sự nghiệp câu lạc bộ
Anh ra mắt chuyên nghiệp tại Giải bóng đá chuyên nghiệp quốc gia Nga cho FC Syzran-2003 vào ngày 18 tháng 7 năm 2014 trong trận đấu với FC Rubin-2 Kazan.